# Marina Kaye
Marine Kaye, nata Marina Dalmas, (Marsiglia, 9 febbraio 1998) è una cantante francese.
Il 14 dicembre 2011 ha vinto la sesta stagione della versione francese di Got Talent. Ha pubblicato l'EP Homeless nel 2014 dal quale è stato estratto l'omonimo singolo arrivato al primo posto in Francia (certificato platino) e in Belgio (certificato oro) e l'album Fearless nel 2015 certificato triplo platino. Il 20 ottobre 2017 ha pubblicato un secondo album Explicit, certificato disco d'oro.

## Discografia

### Album di Studio
- 2015 - Fearless
- 2017 - Explicit
- 2020 - Twisted

### EP
- 2014 - Homeless